# Dornier Do 11
Дорньє Do 11 (нім. Dornier Do 11) — німецький двомоторний важкий бомбардувальник, розроблений на початку 1930-х років німецькою авіабудівною компанією Dornier-Metallbauten GmbH. Перший бомбардувальник Люфтваффе розроблявся під позначенням Do F. При цьому використовувався досвід створення дослідного чотиримоторного бомбардувальника Do Р та тримоторного Do Y, які поставлялися в невеликій кількості Королівським ПС Югославії. Офіційно машина проєктувалась як вантажний літак, але в конструкцію спочатку закладалася можливість швидкої переробки його в бомбардувальник. Технічним нововведенням було шасі, що прибиралося — Do 11 став першим у світі серійним бомбардувальником з таким шасі.

## Історія
Першим експлуатантом літаків стали Deutsche Reichsbahn (Німецьке управління залізниць), які оголосили про намір налагодити з їхньою допомогою мережу повітряних вантажних ліній. Літак надійшов на службу під виглядом вантажного та використовувався німецькою залізницею спільно з Deutsche Luft Hansa, щоб його можна було демонструвати публічно. Але фактично його використовували як випробувальний літак для все ще секретних Люфтваффе, які тільки-но створювалися. До того ж постачання Do 11 велися досить повільно через проблеми з випуском двигунів. Після відносно успішних випробувань бомбардувальники почали надходити до складу «допоміжної ескадрильї», ставши основною бомбардувальною силою майбутніх Люфтваффе. Втім, формально Do 11c передавалися до розпорядження  для виконання цивільних завдань і не мали озброєння. Після першої публічної демонстрації, що відбулася 1 травня 1934 року, нечисленні Do 11c приступили до виконання нічних рейсів і вантажоперевезень між Берліном, Данцигом і Кенігсбергом, допомагаючи покращувати вишкіл штурманів і пілотів.
При цьому кожен Do 11 комплектувався бомбоутримувачами, прицілами та кулеметними установками, що зберігалися в ящиках під виглядом запчастин — це дозволяло у разі потреби швидко переобладнати літак у бомбардувальник. З офіційним оголошенням про створення Люфтваффе в 1935 р. камуфляж був скинутий, і літаки Do 11 увійшли до складу бомбардувальних груп «Мерзебург» і «Фасберг», невдовзі реорганізованих відповідно у I./KG 153 і I./KG 154.
Але, вже в 1936 році всі Do 11 були замінені в бойових частинах більш досконалими машинами та передані до льотних шкіл.
1937 року 12 літаків Do 11D разом з 12 винищувачами Ar 65 передали Болгарії. Тут літаки, що отримали назву «Прилеп» («Кажан») до 1939 р. служили в бойових частинах Королівських повітряних сил, а потім до кінця 1943 р. експлуатувалися як навчальні.
Літак Дорньє Do 11 виявився надзвичайно невдалою машиною — керованість його була огидною, а механізм прибирання/випуску шасі ненадійним, що змушувало в стройових частинах законтривати шасі у випущеному положенні. Не додавали машині популярності серед екіпажів та недороблені двигуни. Внаслідок цього служба машини виявилася нетривалою, а фірма «Дорньє» зайнялася розробкою її спрощеного варіанта Do 13 (Do 23).

## Літаки, схожі за ТТХ та часом застосування
- Handley Page Heyford
- Avro 549 Aldershot
- Armstrong Whitworth Whitley
- CANT Z.1007
- Fiat BR.20 Cicogna
- Dornier Do Y
- PZL.37 Łoś
- ТБ-1
- ТБ-3
- Пе-8
- Boeing YB-9
- Douglas B-18 Bolo
- Blériot 127
- Farman F.160
- Farman F.220
- Mitsubishi Ki-1
- Mitsubishi Ki-2
- Mitsubishi G3M